# Język sangir
Język sangir, także: sangi, sangih, sangihé (sangihe) – język austronezyjski używany przede wszystkim w prowincji Celebes Północny w Indonezji. Jego użytkownicy zamieszkują wyspy Sangir, zajmujące obszar pomiędzy półwyspem Minahasa a filipińską wyspą Mindanao. Posługuje się nim 500 tys. osób z ludu Sangir (w Indonezji i na Filipinach).
Należy do grupy języków filipińskich. Na płaszczyźnie słownictwa wykazuje wpływy języków ternate i hiszpańskiego, a także niderlandzkiego i malajskiego (który posłużył też jako pośrednik w zapożyczaniu wyrazów sanskryckich, portugalskich i arabskich). Powszechna jest wielojęzyczność. W użyciu są również języki indonezyjski (język edukacji i kontaktów formalnych) oraz malajski miasta Manado (lingua franca), które wywierają wpływ na sangir. Wielu użytkowników języka sangir zamieszkuje nadbrzeżny obszar Mindanao i okoliczne wyspy (gdzie wyemigrowali w XX w.) oraz nadbrzeżny obszar półwyspu Minahasa i północną część Moluków (m.in. Halmaherę).
Składa się z pięciu dialektów, są to: manganitu (tamako), tabukang (tabukan); taruna (tahuna) – z wyspy Sangir Besar; dialekty wysp Siau (Sjauw) i Tahulandang (Tagulandang). Dialekt manganitu jest stosowany w edukacji i piśmiennictwie. Nazwy „sangir” i „sangihe” są używane zamiennie, przy czym w tekstach lingwistycznych dominuje ta pierwsza forma. Forma „sangihe” pochodzi z dialektów południowych. Nazwa „sangil” (lub sangiré) występuje na Filipinach i odnosi się do ludności, która przybyła na Filipiny kilkaset lat temu; ich język (15 tys. użytkowników) jest rozpatrywany odrębnie, ale bywa też uważany za dialekt sangir.
Na wyspach Sangir i Talaud rozwinęły się hierarchiczne poziomy mowy. Istnieje także rejestr tabu zwany bahasa sasahara (używany na morzu, w lesie czy podczas obrzędów leczniczych).
Odnotowano, że zaczął być wypierany przez malajski miasta Manado. Już w latach 80. XX w. nie odgrywał dominującej roli w mieście Tahuna. Malajski bywa przyswajany jako pierwszy język (zwłaszcza w Tahuna i Manado oraz w przypadku małżeństw mieszanych). Na Filipinach w użyciu jest również język cebuański.
Został opisany w postaci szeregu publikacji. Pod koniec XIX w. ukazał się opis jego gramatyki (Sangireesche spraakkunst, 1893). W 1959 r. misjonarz W.E. Aebersold, we współpracy z rodzimym użytkownikiem K.G.F. Stellerem, wydał dwujęzyczny słownik (Sangirees-Nederlands woordenboek...). W obu publikacjach skupiono uwagę na dominującym dialekcie manganitu. W II poł. XX w. powstały opracowania w języku indonezyjskim: Morfologi bahasa Sangir (1981), Geografi dialek bahasa Sangir (1983) . Jest zapisywany alfabetem łacińskim, który rozpowszechnił się pod wpływem zachodnim; nie istniał rodzimy system pisma.